# Curt Flood
Pour les articles homonymes, voir Flood.
Curt Flood (né le 18 janvier 1938 à Houston et mort le 20 janvier 1997 à Los Angeles) est un joueur étoile américain de baseball ayant évolué au poste de voltigeur de centre pour les Cardinals de Saint-Louis entre 1958 et 1969.

## Biographie

### Jeunesse
Né à Houston, Curt Flood grandit à Oakland en Californie, où sa famille s'établit durant son enfance. Il s'initie au baseball avec son père, puis, à l'âge de neuf ans, rejoint une équipe de jeunes affiliée à l'American Legion Baseball (en). Bon athlète, il pratique également le dessin et la peinture grâce à l'un de ses professeurs qui l'encourage à développer sa sensibilité artistique.
Flood débute au poste de joueur de troisième but (third base), puis de voltigeur de centre (center fielder) pour la Bill Erwin American Legion team. Il est nommé capitaine de l'équipe, qui se qualifie pour le championnat de l'État en 1955. En parallèle, il évolue dans l'Alameda Winter League, un championnat semi-professionnel. Flood est scolarisé à la McClymonds High School. Après avoir emménagé chez sa sœur aînée, il étudie à la Oakland Technical High School, où il obtient son diplôme de fin d'études secondaires en 1956.

### Carrière professionnelle

#### Ligues mineures
Grâce à son entraîneur George Powles, également observateur sportif, il est recruté par les Reds de Cincinnati (alors appelés Redlegs de Cincinnati) et rejoint leur camp d'entraînement printanier. Il évolue avec les Hi-Toms de Thomasville en Caroline du Nord, une équipe des ligues mineures affiliée aux Redlegs. Dans le Sud des États-Unis, il découvre la ségrégation raciale.

#### Ligue majeure
En septembre 1956, Curt Flood fait ses débuts en Ligue majeure de baseball pour les Redlegs de Cincinnati. Lors de son premier match, il joue au poste de coureur suppléant (pinch runner). Par la suite, l'équipe le fait évoluer comme joueur de troisième but. Flood est échangé aux Cardinals de Saint-Louis en décembre 1957.
Voltigeur de centre des Cardinals, il prend part à la série mondiale en 1964, 1967 et 1968. Il est sélectionné pour le match des étoiles en 1964, 1966 et 1968 et remporte sept gants dorés consécutifs, entre 1963 et 1969,.

## Flood v. Kuhn
En 1969, Curt Flood refuse d'être échangé aux Phillies de Philadelphie et demande à Bowie Kuhn, commissaire du baseball des ligues majeures, de le désigner agent libre. Le commissaire refuse, mettant en avant la clause de réserve (en) qui, depuis la fin des années 1870, lie les joueurs aux clubs. En 1970, Flood porte l'affaire devant les tribunaux en attaquant Kuhn et la Ligue majeure de baseball (MLB). Flood considère que les Cardinals, en l'obligeant à jouer pour les Phillies, portent atteinte à ses droits et violent les lois antitrust. Il perd le procès devant le tribunal fédéral, puis en appel. En 1972, l'affaire est tranchée en sa défaveur par la Cour suprême des États-Unis dans l'arrêt Flood v. Kuhn (en) (arrêt 407 U.S. 258),.